# Darul Imami
Darul Imami is een bestuurslaag in het regentschap Aceh Tenggara van de provincie Atjeh, Indonesië. Darul Imami telt 253 inwoners (volkstelling 2010).